# ناوشکن آرتمیس
| (HMS Sluys (D60 · ناوشکن آرتمیس (بعد از انقلاب: دماوند) بریتانیا - از ۱۹۶۷ ایران · | (HMS Sluys (D60 · ناوشکن آرتمیس (بعد از انقلاب: دماوند) بریتانیا - از ۱۹۶۷ ایران · |
| ---------------------------------------------------------------------------------- | ---------------------------------------------------------------------------------- |
| اسلوس در سال ۱۹۴۶                                                                  |                                                                                    |
| اطلاعات کلی                                                                        |                                                                                    |
| نوع کشتی                                                                           | ناوشکن                                                                             |
| کلاس                                                                               | کلاس بتل                                                                           |
| کشور سازنده                                                                        | بریتانیا                                                                           |
| ورود به ناوگان                                                                     | ۳۰ سپتامبر ۱۹۴۶                                                                    |
| مشخصات                                                                             |                                                                                    |
| طول کشتی                                                                           | ۱۱۶ متر                                                                            |
| پهنای بدنه                                                                         | ۱۳٫۹ متر                                                                           |
| ارتفاع ستون                                                                        | ۵٫۳ متر                                                                            |
| بارگیری استاندارد                                                                  | ۲۴۸۰ تن                                                                            |
| حداکثر ظرفیت بارگیری                                                               | ۳۴۱۰ تن                                                                            |
| نوع موتور                                                                          | ۲ موتور توربین بخار، ۲ شفت، ۲ دیگ بخار به قدرت ۵۰ هزار اسب بخار (۳۷/۲۸۵ مگاوات)    |
| تعداد خدمه                                                                         | ۲۷۰ نفر                                                                            |
| سرعت                                                                               | ۳۵٫۵ گره (۶۵٫۷ کیلومتر در ساعت)                                                    |
| برد عملیاتی                                                                        | ۴۸۰۰ کیلومتر با سرعت ۲۰ گره                                                        |
| جنگ‌افزارها                                                                         |                                                                                    |
| توپخانه                                                                            | ۲ × توپ دولول ۱۱۴ میلی‌متری                                                         |
| سیستم موشکی                                                                        | موشک ضدکشتی مارته (در ایران)                                                       |
| توپخانه ضدهوایی                                                                    | ۱۴ × توپ ۴۰ م‌م بوفورس                                                              |
| موشک دفاع هوایی                                                                    | موشک سی کت (در ایران)                                                              |
| سرنوشت                                                                             |                                                                                    |
| تاریخ خروج از خدمت                                                                 | ۱۹۵۳ در بریتانیا دهه ۱۹۹۰ در ایران                                                 |
| تاریخ و محل اوراق شدن                                                              | دهه ۱۹۹۰                                                                           |

ناوشکن آرتمیس یک کشتی جنگی از کلاس ناوشکنهای بریتانیایی کلاس بتل (Battle به معنی نبرد) با نام اصلی اچ‌ام‌اس اسلوس (دی۶۰) (به انگلیسی: HMS Sluys (D60)) بود که در سال ۱۹۴۶ به خدمت نیروی دریایی بریتانیا درآمد و هفت سال بعد از این نیرو کنار گذاشته شده و در ۱۹۶۷ پس از یک بازسازی گسترده و تغییرات اساسی به ایران فروخته شد. این کشتی جنگی ۳۴۱۰ تنی پس از انقلاب به ناوشکن دماوند تغییر نام داد و تا دهه ۱۹۹۰ در نیروی دریایی ارتش ایران فعال بود و به این ترتیب یکی از طولانی‌ترین دوره‌های فعالیت را در میان کشتی‌های جنگی داشت. این کشتی پس از پایان دوره فعالیت خود همراه با ناوشکن‌های ساخت آمریکای ببر و پلنگ به عنوان کشتی‌های اوراقی به پاکستان فروخته شدند.

## تاریخچه
ناوشکن‌های کلاس بتل به سفارش نیروی دریایی بریتانیا در سال‌های ۱۹۴۲ و ۴۳ تولید شدند. در جنگ جهانی دوم مشخص شد که ناوشکنهای انگلیسی در مواجهه با حملات متمرکز هواپیماهای جنگی بسیار آسیب‌پذیر هستند و به همین جهت سفارش ساخت کشتی‌هایی داده شد که به توپ‌هایی با درجهٔ بالاروی بالا و تعداد زیاد توپ‌های ضدهوایی مجهز باشند.
در مجموع ۲۶ فروند از این ناوشکن‌ها تا سال ۱۹۴۶ تولید شدند اما با ساخت کشتی‌های جدیدتر در دهه ۱۹۵۰ به تدریج از خدمت نظامی خارج و در حالت ذخیره نگه داشته شدند. بجز آرتمیس که به ایران فروخته شد، تعدادی دیگر از این کشتی‌های جنگی هم به استرالیا و پاکستان فروخته شدند.

## مشخصات
آرتمیس ۱۱۶ متر طول داشت و وزن آن در حالت بارگیری کامل به ۳۴۱۰ تن می‌رسید. نیروی محرکهٔ این کشتی را دو موتور توربین بخار به قدرت ۵۰ هزار اسب بخار تأمین می‌کردند که حداکثر سرعت آن را به ۳۵٫۵ گره دریایی (۶۵٫۷ کیلومتر بر ساعت) می‌رساند. برد عملیاتی آرتمیس مثل دیگر ناوشکن‌های دورهٔ جنگ جهانی دوم انگلیسی چندان زیاد نبود. این کشتی با سوخت کامل قادر بود مسافت ۴۸۰۰ کیلومتری را با سرعت ۲۰ گره طی کند.

## جنگ‌افزارها
سلاح اصلی این ناوشکن دو قبضه توپ دولول ۱۱۴ میلی‌متری (۴٫۵ اینچی) بود که با ۱۴ توپ ضدهوایی ۴۰ م‌م بوفورس حمایت می‌شد. ۱۰ اژدرانداز ۵۳۳ م‌م و یک خمپاره ضد زیر دریایی اسکویید هم از سلاح‌های دیگر این کشتی جنگی بودند.
در برنامه بازسازی این کشتی برای فروش به ایران موشک‌های ضدهوایی انگلیسی سی کت و موشک‌های ضدکشتی ایتالیایی مارته نیز به کشتی افزوده شده و تعدادی از توپ‌های کشتی برداشته شد. در سال‌های پایانی حکومت پهلوی موشک‌های ضدهوایی ریم-۶۶ استاندارد هم برای این کشتی خریداری شد که بسیار دوربردتر و دقیق‌تر از موشک‌های سی کت بودند. در خلال جنگ ایران و عراق سلاح‌ها و رادار و سیستم کنترل آتش جدید روسی به این کشتی افزوده شدند.

## آرتمیس در ایران
آرتمیس در ۶ بهمن ۱۳۴۵ و پس از یک دوره سه ساله بازسازی کلی به‌طور رسمی به خدمت نیروی دریایی ارتش شاهنشاهی ایران درآمد. بازسازی آرتمیس در کارخانه کشتی‌سازی واسپر تورنیکرافت انجام می‌شد که ناوچه‌های کلاس سام سفارش ایران نیز در همان‌جا ساخته شدند. آرتمیس سنگین‌ترین شناور جنگی محسوب می‌شود که تاکنون در نیروی دریایی ایران فعال بوده‌است. این کشتی به افتخار آرتمیس یکم کاریا فرمانده نیروی دریایی هخامنشیان در جنگ‌های اول و دوم خشایارشا که به فتح آتن منجر شد، نام‌گذاری شد و پس از انقلاب نام آن به ناوشکن دماوند تغییر کرد.
در جریان این بازسازی یک دکل زرهپوش برای حمل یک رادار جستجوی هوایی دوربرد بر روی کشتی نصب شد. توپ‌های ۱۱۴ م‌م حفظ شدند اما برای هدایت آتش به رادار و سیستم کنترل آتش مدرن مجهز شدند. سلاح‌های ضدهوایی کشتی هم شامل ۴ توپ تک‌لول ۴۰ م‌م کالیبر ۶۰ بوفورس همراه با یک پرتاب گر چهارتایی موشک‌های سی کت با برد مفید ۵۰۰ تا ۵ هزار متر می‌شد. بهسازی مجددی هم در سال‌های ۱۹۷۵/۶ در کیپ تاون بر روی این کشتی انجام شد.
در دوران جنگ ایران و عراق آرتمیس که حالا دماوند نام گرفته بود، عمدتاً برای اسکورت نفتکش‌های ایرانی استفاده می‌شد. این کشتی که در خلال جنگ به رادار و سیستم کنترل آتش جدید روسی مجهز شده و موشک‌های جدید سطح‌به‌هوای روسی هم جای سیستم سی کت را گرفتند.